# طاق بادبزنی

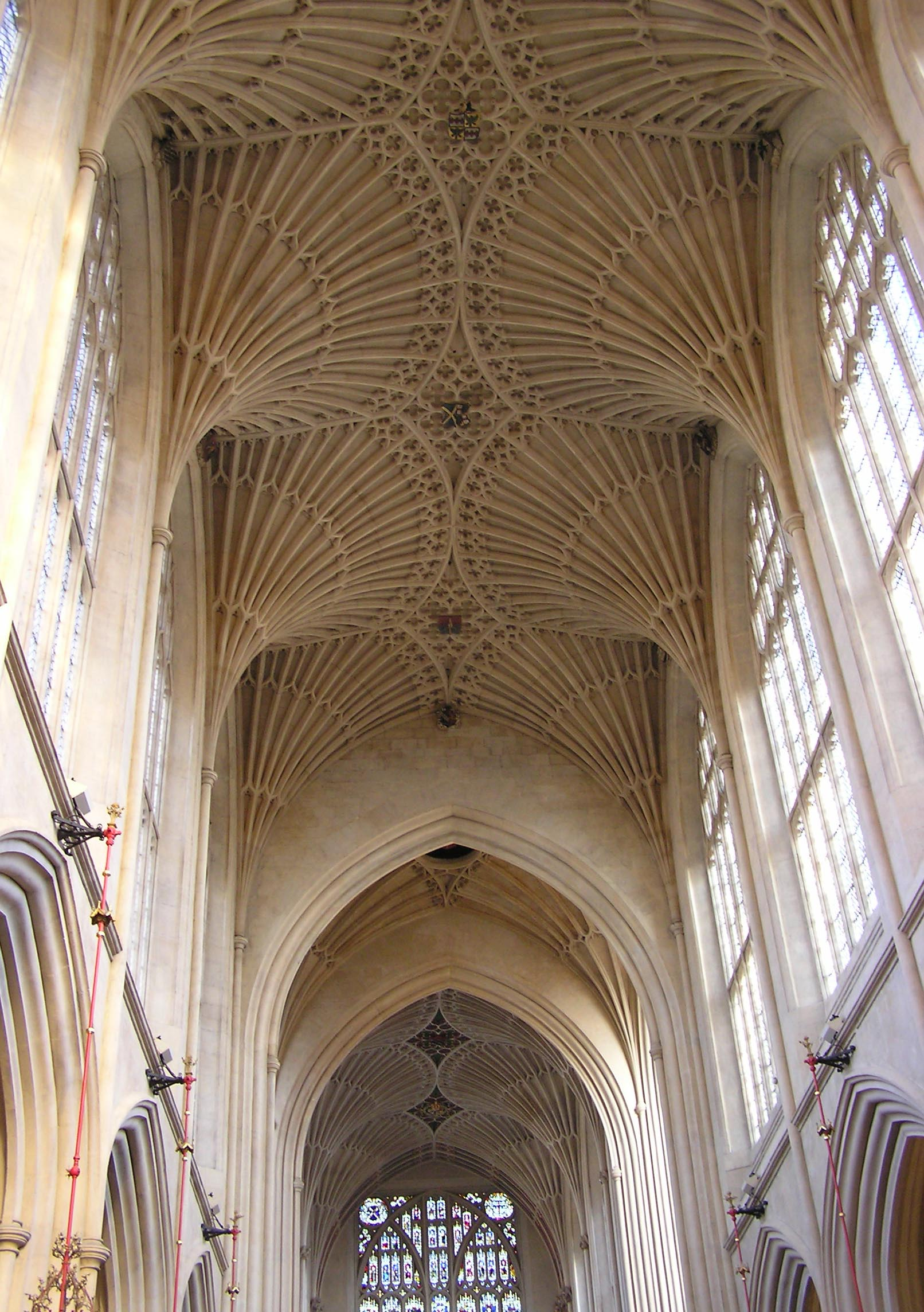
طاق‌های بادبزنی در کنار شبستان دیر باث در شهر باث انگلستان، از سنگهای محلی باث ساخته شده، سقف اصلی در ۱۶۰۸ ساخته شده بود و در دوره ملکه ویکتوریا درحدود ۱۸۶۰ بازسازی شد.

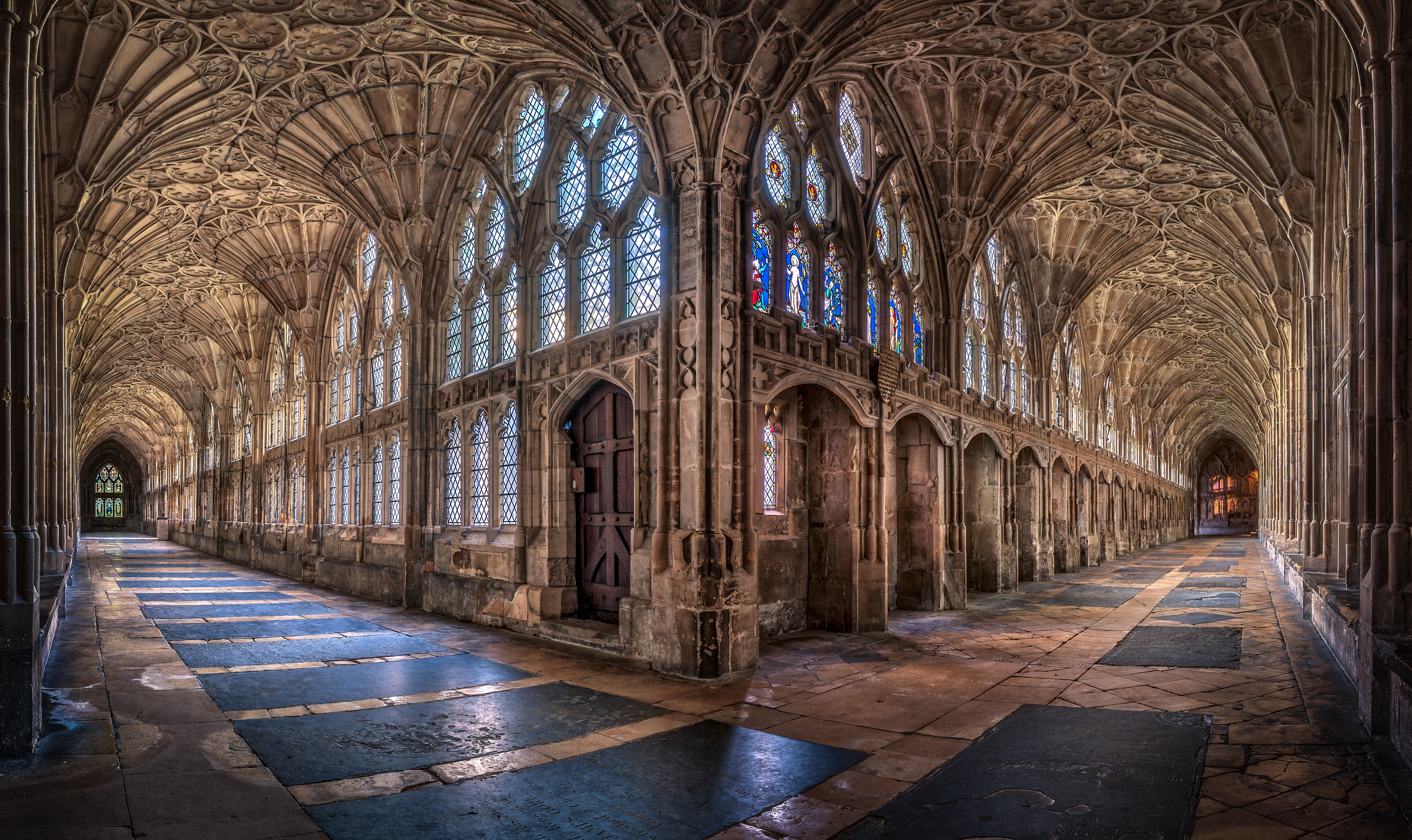
نگاره‌ای از طاق بادبزنی در راهروهای کلیسای جامع گلاستر در شهر گلاستر، انگلستان.

طاق بادبزنی (انگلیسی: Fan vault) طاقی است در سبک معماری گوتیک که شیارهای با منحنی یکسان و با فواصل مساوی دارد، بطوریکه به یک بادبزن دستی شبیه است. آغاز و گسترش این نوع طراحی تا حد زیادی به انگلستان بر می‌گردد.
قدیمی‌ترین نمونه این سبک به حدود سال ۱۳۵۱ بر‌می‌گردد. را در راهروی کلیسای جامع گلاستر می‌توان دید. بزرگترین طاق بادبزنی جهان نیز در کلیسای کالج کینگز در کمبریج است.
طاق بادبزنی ویژه انگلستان است. طاق لیرن کلیسای جامع بارباسترو در شمال اسپانیا بسیار به طاق بادبزنی شبیه است اما یک مخروط کامل را تشکیل نمی‌دهد. هاروی (۱۹۷۸) می‌گوید کاترین آراگن احتمالاً منبعی است که سبک انگلیسی را در آراگون نفوذ داده‌است.